# Caius Antius Restio
Caius Antius Restio, actif de 68 à 53 av. J.-C., est un homme politique de la République romaine. Il est connu pour la lex Antia sumptuaria, une loi contre le luxe qu'il fait voter en tant que tribun de la plèbe en 68 av. J.-C. Cette loi limite les sommes dépensées pour les banquets et interdit aux magistrats en fonction et aux candidats aux élections d'assister à des banquets ou des repas publics, dans une tentative de contenir la corruption politique.
L'une des rares sources sur la vie de Restio est un poème de son contemporain Catulle, qui le présente comme un ennemi de Publius Sestius, homme politique et ami de Cicéron.

## Biographie
Restio est un homo novus ("homme nouveau"), premier de sa famille à entrer au Sénat. Il appartenait à une obscure gens plébéienne, qui n'a émergé que dans la seconde moitié du IIe siècle av. J.-C., avec Marcus Antius Briso, tribun de la plèbe en 137. Comme plusieurs autres familles romaines s'inventant des origines mythiques, les Antii ont revendiqué descendre d'Hercule par son fils Antiade (en). Les érudits modernes ont suggéré qu'ils venaient de Minturnae ou Lanuvium, deux villes latines au sud de Rome.

### Lex Antia(68av. J.-C.)
Entre 82 et 80, le dictateur conservateur Sylla modifie la constitution de la République romaine, notamment en limitant les pouvoirs des tribuns de la plèbe. En 70, le consul Pompée rétablit les anciennes prérogatives des tribuns, qu'ils utilisent pour faire pression pour une législation radicale, notamment contre la corruption politique et les malversations. Restio est élu tribun dans ce contexte et prend ses fonctions le 10 décembre 69.
Au cours de son mandat, Restio fait adopter la Lex Antia sumptuaria, la dernière d'une longue liste de lois somptuaires adoptées pendant la République romaine. Les termes précis de la loi ne sont pas connus ; on sait qu'elle interdisait aux magistrats en poste et aux candidats aux élections d'accepter des invitations à assister à des banquets. Cette interdiction a comblé une lacune dans la législation précédente, qui permettait encore aux magistrats d'utiliser des amis comme organisateurs de substitution de banquets politiques. La loi était probablement dirigée contre les hommes politiques qui faisaient campagne à travers des banquets extravagants à l'époque, comme Quintus Hortensius, consul en 69, et Lucius Lucullus, consul en 74, dont le luxe privé était proverbial,. Restio a refusé d'assister à tout banquet afin de rester fidèle à ses convictions.

### Le poème de Catulle
Dans son poème 44, Catulle évoque Publius Sestius, un ami de Cicéron, qui, lors d'un dîner, lui a lu un discours contre Restio :

« [...] abusant de ma patience de convive, Sextius, mon Amphitryon, m’a lu son discours contre Antius le candidat (orationem in Antium petitorem) ; lecture funeste et pestilentielle, qui m’a fait contracter une fièvre de refroidissement et une toux déchirante dont j’ai souffert jusqu’au moment où [...] je me suis guéri par le repos et l’infusion d’orties [...] Je consens, si jamais j’écoute encore les écrits pernicieux de Sextius, que le frisson, la fièvre et la toux tombent, non pas sur moi, mais sur ce bourreau d’orateur [...] »

Restio y est présenté comme petitor : ce mot peut  désigner un candidat à une élection ou un plaignant lors d'un procès, bien que le premier sens soit privilégié dans les publications modernes,,. Si le deuxième sens (petitor en tant que plaignant) est retenu, cela signifierait probablement que Restio aurait poursuivi Sestius pour avoir enfreint la lex Antia. Sestius est décrit dans le poème comme organisant de somptueux banquets, d'où son inimitié envers Restio. L'historien Francis Ryan suggère que Restio est le même que celui décrit comme candidat aux élections en 54 ou 53 dans une lettre de Cicéron ; comme il y est mentionné aux côtés de ses alliés politiques Marcus Porcius Cato et Marcus Favonius — connus comme lui pour leur ascétisme — Restio visait soit à devenir le collègue de Caton comme préteur en 54, soit celui de Favonius comme édile en 54 ou 53. Restio aurait perdu les élections, peut-être contre Marcus Aufidius - un ancien tribun de la plèbe élu aux côtés de Favonius - qui a reçu le surnom de Lurco ("glouton" en latin), un contraste frappant avec l'austérité de Restio. C'est probablement au cours de cette campagne entre Restio et Lurco que fut prononcé le discours de Sestius contre Restio.

### Famille
Restio a eu un fils, également prénommé Caius, qui a été triumvir monetalis en 47 et a frappé des deniers portant le portrait de son père,,. Le fils de Restio a été un partisan de Jules César pendant la guerre civile contre Pompée[réf. nécessaire] ; il a été condamné dans les proscriptions du deuxième triumvirat en 43.

### Sources anciennes
- Catulle, Poème 44 : À sa campagne (traduction sur Wikisource).
- Cicéron, Lettres à Atticus (traduction par Evelyn Shirley Shuckburgh sur Wikisource).
- Aulu Gelle, Noctes Atticae, II, 24.

### Sources modernes
- (en) David B. George, « Catullus 44: The Vulnerability of Wanting to Be Included », The American Journal of Philology, vol. 112, no 2,‎ été 1991, p. 247–250 (lire en ligne).
- (en) Francis X. Ryan, « Two Persons in Catullus », Giornale italiano di filologia, vol. 48,‎ 1996, p. 85–91.
- (en) Ronald Syme, « Ten Tribunes », The Journal of Roman Studies, vol. 53-numéro=1- 2,‎ 1963, p. 55–60 (lire en ligne).